# Stadio Romeo Neri
Het Stadio Romeo Neri is een multifunctioneel stadion in Rimini (Italië). Het wordt voornamelijk gebruikt als voetbalstadion en is de thuisbasis van Rimini FC. Door de aanwezigheid van een atletiekbaan rond het veld is ook deze sport in het stadion mogelijk. Het stadion werd geopend in 1934 en biedt plaats aan 9.768 toeschouwers. Het stadion is vernoemd naar Romeo Neri, de eerste olympiër die werd geboren in Rimini.

## Interlands
Het San Marinees voetbalelftal speelde in 2020 tijdens de coronapandemie een wedstrijd in het stadion, omdat tegenstander Liechtenstein San Marino niet in mocht. Dit was omdat San Marino op een lijst met landen stond waarbij bij terugkomst een quarantaineperiode gold.
| 1 | 8 september 2020 | San Marino – Liechtenstein | 0 – 2 | UEFA Nations League 2020/21 | 0 |